# Снігур Людмила Анатоліївна
Людмила Анатоліївна Снігур (нар. 1962, Одеса, Одеська область, Україна) — українська науковиця, докторка психологічних наук, професорка, завідувачка кафедрою психології та педагогіки Одеського державного університету внутрішніх справ.

## Життєпис
Народилась 22 жовтня 1962 році у м. Одеса, у сім'ї доктора технічних наук, професора Іваненко Анатолія Володимировича та кандидата філологічних наук, доцента Ленюк Любові Леонтіївни, віцепрезидента Всесвітньої організації українців за кордоном.
Закінчила середню школу № 38, має медичну та музичну освіту.
Від шлюбу з Снігур Миколою Володимировичем має двох дітей, психологів за освітою, внучку, що проживають в Україні та закордоном.
У 1984 році закінчила Одеський державний педагогічний інститут імені К. Д. Ушинського (з 29 вересня 1994 року Південноукраїнський національний педагогічний університет імені К. Д. Ушинського) за спеціальністю «Викладач педагогіки і психології» з відзнакою.
У 1995 році отримала звання доцента. Диплом ДЦАР№ 001641.
З 1996 по 1998 навчалась в інституті психології Г. С. Костюка в очній аспірантурі, представник наукової школи В. К. Котирло.
Має власну наукову школу і  п'ять захищених учнів.
У 2005 році отримала звання професора. Диплом 12ПР № 004520.
Має вищий рівень володіння державною мовою за сертифікатом державного зразка 2024 року.

## Трудова діяльність
З 1984 року викладала психологію у педагогічному училищі, працювала викладачем психології в Одеському інституті удосконалення вчителів, Вченим секретарем ради, з 1993 по цей час є професором кафедри гуманітарних та соціально-економічних дисциплін Військової академії (м. Одеса), з 11.09.2023 по цей час є завідувачкою кафедри психології та педагогіки Одеського державного університету внутрішніх справ.

## Наукова діяльність
Початок публікацій у наукових виданнях датується 1982 роком.
У 1996 році закінчила аспірантуру та захистила кандидатську дисертацію на тему «Динаміка вольового розвитку дитини». Диплом КД№ 021644.
У 2004 році захистила докторську дисертацію на тему «Психологія становлення громадянськості особистості» за спеціальністю «Педагогічна та вікова психологія». Диплом 12 ПР № 004520.
Має дві одноосібних монографій і ряд колективних монографій, підручник з військової психології та педагогіки з грифон МОН  України, статті в фахових виданнях України та за кордоном, Scopus та Web of Since, протягом багатьох років голова філії Української асоціації організаційних психологів та психологів праці, Голова ГО Південноукраїнського осередку громадської організації «Український центр психології безпеки» ІК 26360546 з 2021 року по цей час (протокол № 2 від 10.02.23, членський квиток № 9/23-390).
Авторка понад 150 наукових праць. Автор психомалюнкового методу «символ України та символ власного життя» з діагностики та розвитку характеристик мислення, ціннісних орієнтації та дослідження смислової сфери особистості.

### Наукові інтереси
Психологія особистісного становлення захисника України в професійній діяльності та період відновлення.

### Нагороди та відзнаки
Нагороди та відзнаки відомчого та регіонального характеру — Начальника Генерального штабу ЗС України, мера міста Одеси та ін.